# Ariël Jacobs
Ariël Jacobs (* 25. Juli 1953 in Vilvoorde) ist ein ehemaliger belgischer Fußballspieler und jetziger -trainer.

## Karriere

### Als Spieler
Ariël Jacobs war als Spieler überwiegend bei kleineren belgischen Vereinen tätig. Als Verteidiger spielte er für die Vereine Diegem Sport, RWD Molenbeek, KSK Halle und den damaligen Zweitligisten KFC Diest.

### Als Trainer
Jacobs begann seine Karriere als Jugendtrainer beim belgischen Fußballverband (Koninklijke Belgische Voetbalbond (KBVB)). Von 1999 bis 2001 war Jacobs Trainer beim belgischen Verein Racing White Daring Molenbeek, heute bekannt als FC Brüssel. 2003 schaffte Jacobs mit dem R.A.A. La Louvière den Einzug in das Finale des belgischen Pokals. Dort wurde der Gegner VV St. Truiden mit 3:1 besiegt. In der 1. Runde des UEFA-Pokals 2003/04 scheiterte man knapp an Benfica Lissabon.
Jacobs verließ im Juni 2004 den Verein und wurde technischer Direktor des KRC Genk. Da der Verein die hochgesteckten Ziele nicht erreichte, wurde Jacobs nach einem Jahr entlassen. 2006 wurde Jacobs Trainer von KSC Lokeren Oost-Vlaanderen. Im Februar 2007 trainierte Jacobs Excelsior Mouscron. Im Juni 2007 wurde er Assistent von Franky Vercauteren, dem damaligen Trainer des RSC Anderlecht. Nach der Entlassung von Vercauteren wurde Jacobs ab der Saison 2008/2009 Cheftrainer des Vereins. Jacobs konnte in dieser Saison den Gewinn des Belgischen Pokals feiern. In der Saison 2011/2012 wurde Anderlecht unter Jacobs’ Leitung Belgischer Meister. Am 22. Juni 2012 wurde bekannt, dass Jacobs, der seinen auslaufenden Vertrag bei Anderlecht nicht verlängern wollte, neuer Trainer des FC Kopenhagen ist. Am 21. August 2013 wurde er beim dänischen Verein FC Kopenhagen entlassen und in der Saison 2013/14 war er Trainer des französischen Erstligisten FC Valenciennes. Seitdem ist er ohne neue Tätigkeit.

## Erfolge als Trainer
- mit R.A.A. La Louvière:
  - Belgischer Pokalsieger: 2003
- mit dem RSC Anderlecht:
  - Belgischer Meister: 2010, 2012
  - Belgischer Pokalsieger: 2008
  - Belgischer Superpokalsieger: 2010